# Флаг Полевского муниципального округа
Флаг Полевско́го городского округа — официальный символ муниципального образования Полевской городской округ Свердловской области Российской Федерации.
Флаг утверждён 31 января 2008 года и внесён в Государственный геральдический регистр Российской Федерации с присвоением регистрационного номера 3934.

## Описание
«Прямоугольное полотнище белого цвета с отношением ширины к длине 2:3, по центру которого помещено изображение фигур городского герба: зелёного цветка высотой 4/5 от ширины полотнища, несущего на себе жёлтую коронованную ящерицу. В углах полотнища выполненные зелёным цветом контурные изображения: в нижнем у древка — знака „зеркало Венеры“, в верхнем у свободного края — восьмилучевой звезды».

## Обоснование символики
Каменный цветок и коронованная ящерица символизируют богатство недр городского округа и его окрестностей, воспетых в сказах писателя П. П. Бажова.
В правом верхнем углу полотнища в виде восьмиконечной узколучевой звезды изображено клеймо продукции первого Северского железоделательного завода, учреждённое В. Н. Татищевым в 1735 году.
В левом нижнем углу полотнища изображён знак Венеры, учреждённый В. Н. Татищевым в том же году в качестве клейма слитков Полевского медеплавильного завода.